# Maler der Berliner Tänzerin

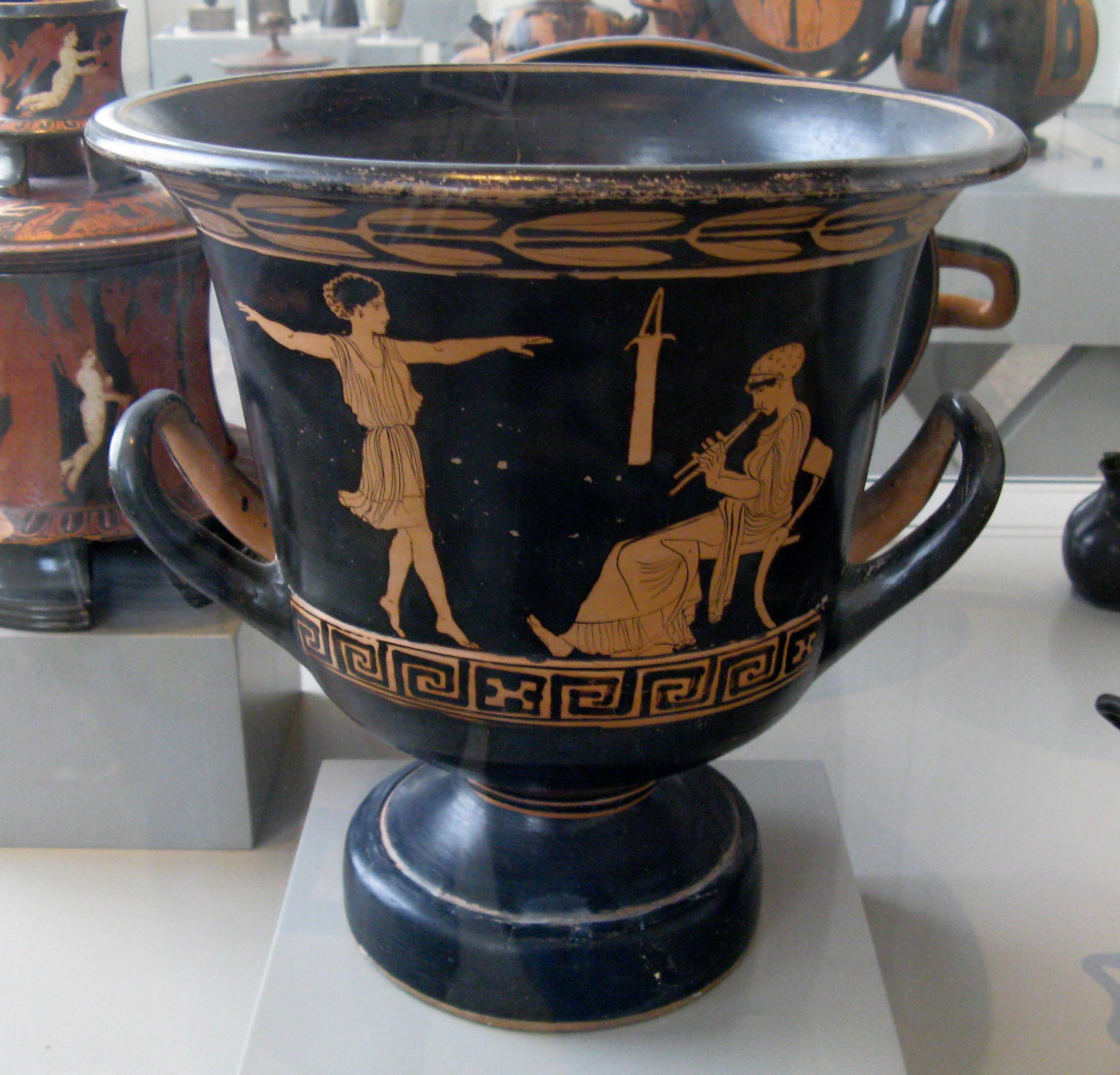
Namenvase in Berlin, Antikensammlung

Der Maler der Berliner Tänzerin (auch Berliner Tänzerinnenmaler, Maler des tanzenden Mädchens in Berlin und Tänzerinnen-Maler, englisch: Painter of the Berlin Dancing Girl), tätig zwischen 430 und 410 v. Chr., war ein in Apulien tätiger antiker Vasenmaler des apulisch-rotfigurigen Stils. Er gehört zu den frühesten apulischen Vasenmalern und siedelte möglicherweise von Athen nach Tarent über.
Seinen Notnamen erhielt er nach dem Kelchkrater F 2400 in der Antikensammlung in Berlin. Ein weiterer, ihm zugeschriebener Krater (Inv. 22.215) befindet sich im Rhode Island School of Design Museum in Providence. Eine Amphora mit Darstellung von Briseis und Achilleus befindet sich im Museo Provinciale Sigismondo Castromediano in Lecce (Inv. 571) sowie der einzige ihm zugeschriebene Kolonettenkrater im Museo Camillo Leone in Vercelli mit der Verfolgung des Troilos durch Achilleus (Inv. 580/57). Eine Pelike in der National Gallery of Victoria in Melbourne (Inv. 1391-D5) zeigt eine Amazonomachie.

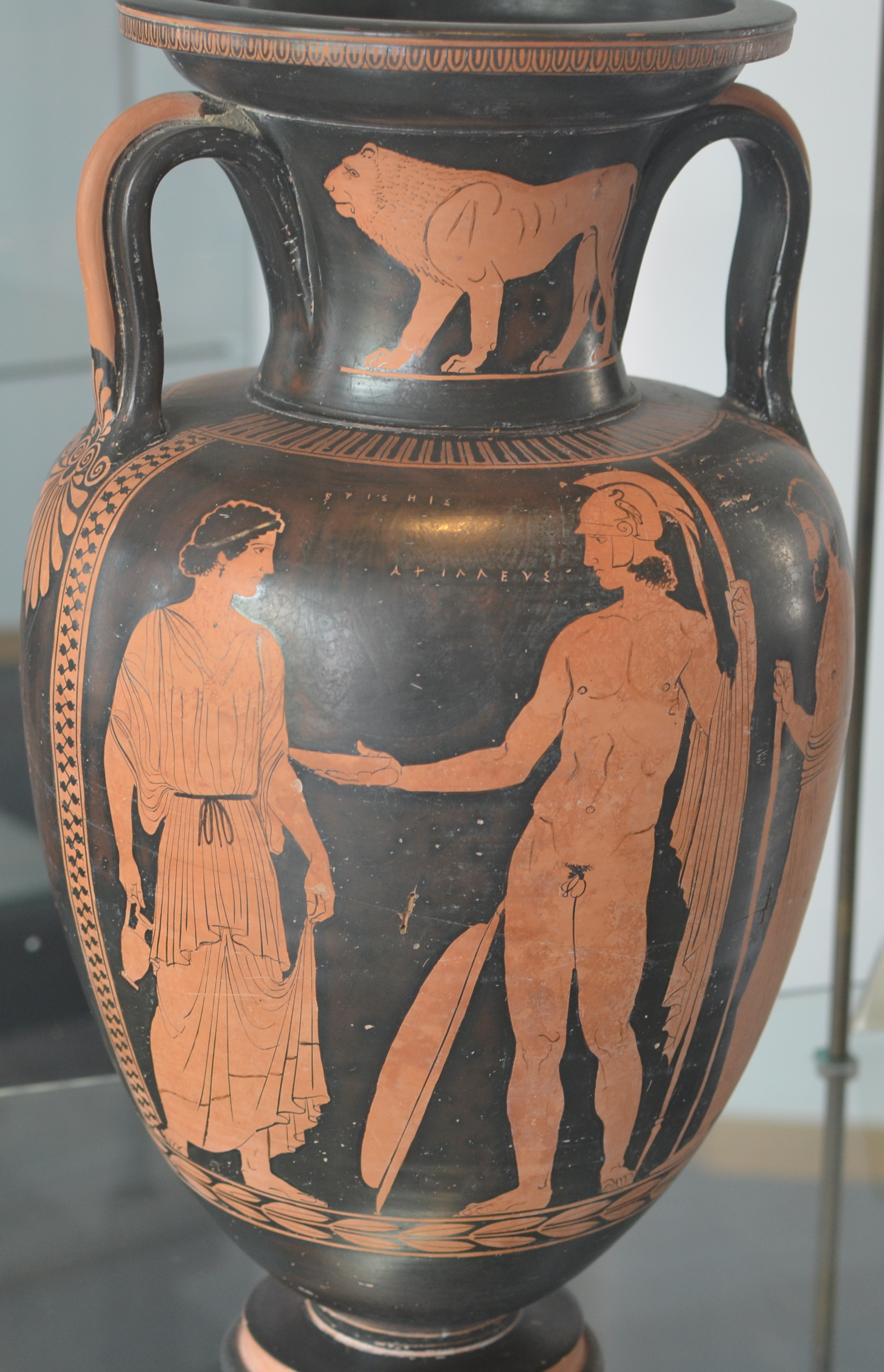
Amphora im Museum Lecce, Vorderseite
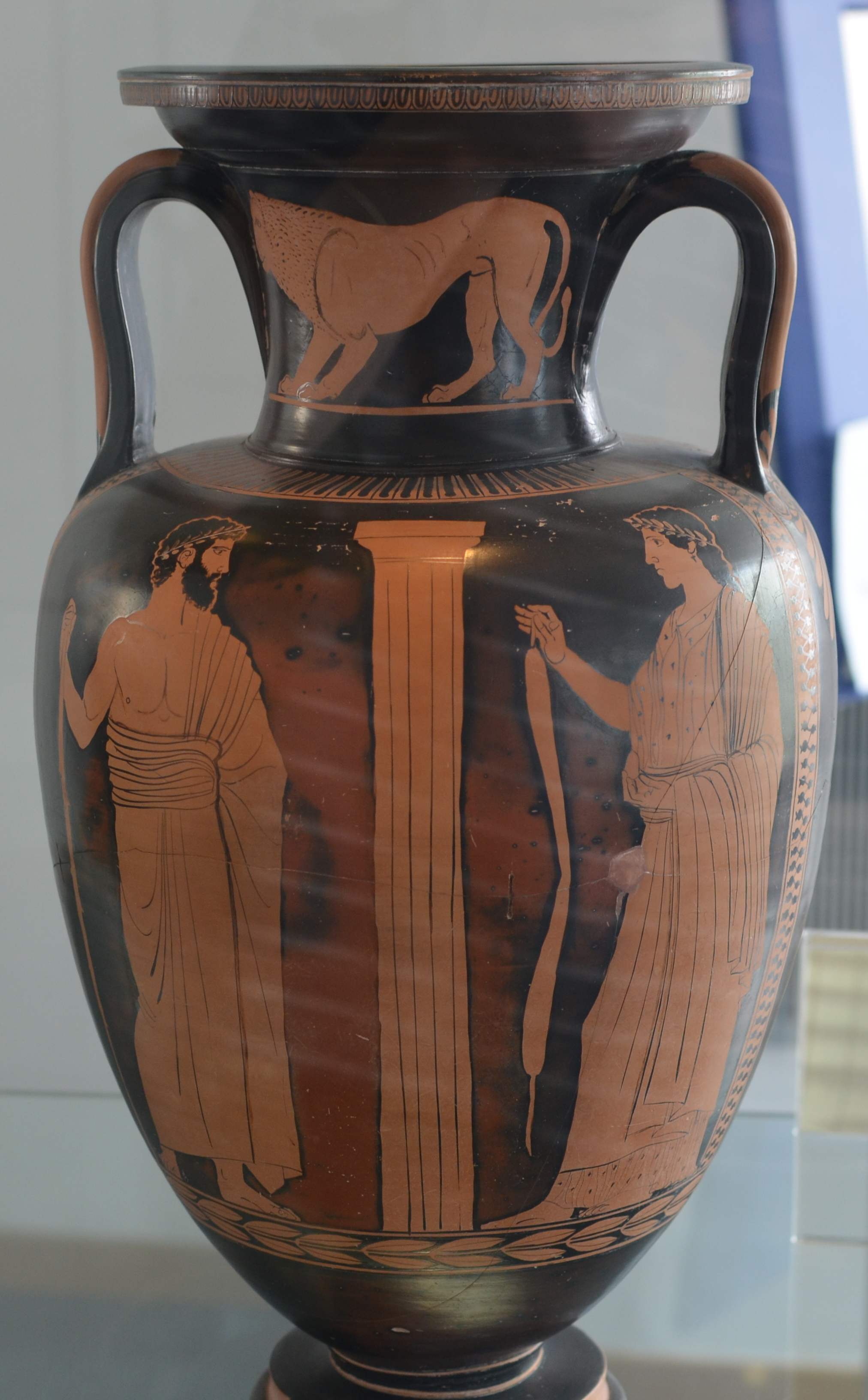
Amphora im Museum Lecce, Rückseite